# 庫班低地
庫班低地是俄羅斯的低地，位於前高加索地區西部，東接斯塔夫羅波爾高地，西臨亞速海，南鄰高加索地區，平均海拔高度100至150米，每年平均降雨量400至600毫米。